# Sergentomyia ingrami
Sergentomyia ingrami är en tvåvingeart som först beskrevs av Robert Newstead 1914.  Sergentomyia ingrami ingår i släktet Sergentomyia och familjen fjärilsmyggor. Inga underarter finns listade i Catalogue of Life.